# 凯鲁万
凯鲁万（阿拉伯文：‎）是突尼斯共和国凯鲁万省的省会，也是该国著名古都，曾是阿格拉布王朝和法蒂玛王朝的首都。
凯鲁万于1988年入选世界文化遗产。